# Arne Zettersten
Sven Arne Paul Zettersten, född 10 januari 1934 i Lidköping, död 21 september 2015 i Göteborgs Annedals församling, Göteborg, var en svensk filolog och professor i engelska vid Köpenhamns universitet.

## Biografi
Zettersten blev filosofie licentiat vid Lunds universitet 1960 och disputerade år 1965 för doktorsgraden vid samma lärosäte på avhandlingen Studies in the Dialect and Vocabulary of the Ancrene Riwle. Han hade redan tjänstgjort som extra ordinarie lektor i engelska vid Lunds universitet, och blev docent 1965 och ordinarie lektor 1971. Åren 1974-1975 tjänstgjorde han som kulturattaché i London.
Han utnämndes 1975 till professor i engelska vid Köpenhamns universitet, en post som han upprätthöll fram till sin emeritering 2004, dock med avbrott för gästforskning i Cambridge och gästprofessurer vid UCLA, Berkeley, Zürich, Siegen och Wien. Som professor i engelska studerade han bland annat engelska dialekter på öar - särskild uppmärksamhet rönte hans studie av dialekten på Tristan da Cunha - och var en tidig förespråkare av datorstöd i språkstudier. Han intresserade sig även för medelengelska, och då hans doktorsavhandling rörde AB-varianten därav som först identifierats av J.R.R. Tolkien blev de två filologerna kollegor och vänner. Zetterstens bok Tolkien : min vän Ronald och hans världar ger en unik insikt i Tolkien som filolog, snarare än det vanliga perspektivet på Tolkien som uteslutande fantasyförfattare, och Zettersten argumenterar häri för att Tolkiens författarskap måste förstås utifrån dennes språkvetenskapliga bakgrund.
Zettersten var medlem i flera intresseförbund och lärda sällskap: han var ordförande för The Nordic Association for English Studies, The English-Speaking Union i Danmark, International Association of University Professors of English, och Västgöta gille i Malmö. Han var mångårig inspektor för Västgöta nation i Lund och invaldes 1973 som ledamot av Vetenskapssocieteten i Lund.
Zettersten var gift två gånger. Från 1959 till 1963 med Eleonore Schiller och från 1994 till sin död med Gerd Bloxham. Han är begravd på Forshems kyrkogård.

## Utmärkelser
- Riddare av första graden av Danska Dannebrogorden, 2003 [4]